# Камподоро
Камподо̀ро (на италиански: Campodoro) е малко градче и община в Северна Италия, провинция Падуа, регион Венето. Разположено е на 23 m надморска височина. Населението на общината е 2704 души (към 2010 г.).